# Суперкубок Південної Кореї з футболу 2005
Суперкубок Південної Кореї з футболу 2005  — 6-й розіграш турніру. Матч відбувся 1 березня 2005 року між чемпіоном Південної Кореї клубом Сувон Самсунг Блювінгз та володарем кубка Південної Кореї клубом Пусан Ай Парк.
| Володар Суперкубка Південної Кореї 2005 |
| --------------------------------------- |
|                                         |
| Сувон Самсунг Блювінгз Третій титул     |

## Матч

### Деталі
| 1 березня 2005 |

| Сувон Самсунг Блювінгз | 1:0 | Пусан Ай Парк |
| ---------------------- | --- | ------------- |
| Надсон 28'             |     |               |

| Стадіон Чемпіонату світу, Сувон Глядачів: 21 784 |